# Zahid Sheikh
Muhammad Zahid Sheikh (Sialkot, 14 de dezembro de 1949 - Lahore, 29 de janeiro de 2010) foi um jogador de hóquei em campo que jogou pela Seleção do Paquistão de Hóquei em Campo de 1969 a 1976. Conquistou medalha de prata nos Jogos Olímpicos de 1972 em Munique.